# Relaciones España-Kazajistán
Las relaciones España-Kazajistán son las relaciones bilaterales entre la República de Kazajistán y el Reino de España. 

## Relaciones diplomáticas
El 11 de febrero de 1992, España y Kazajistán establecieron relaciones diplomáticas mediante la firma de una Declaración Conjunta en Moscú. España abrió su Embajada en Kazajistán en 1999, y también lo hizo Kazajistán en Madrid. Las relaciones políticas son positivas en todos los niveles y se han producido numerosos contactos, propiciados por la buena relación personal existente entre el rey Juan Carlos I y el presidente Nazarbáyev.
España apoyó a Kazajistán para su elección como Presidencia de la OSCE en 2010. Por otro lado, hay que destacar la coordinación entre las Presidencias kazaja de la OSCE y la española de la UE, en el primer semestre de 2010.
Durante 2012, el apoyo español en Iberoamérica a la candidatura de la ciudad de Astaná para albergar la Expo 2017 fue muestra de las estrechas relaciones entre España y Kazajistán, y constituyó un elemento clave para el éxito de su capital en esta aspiración.

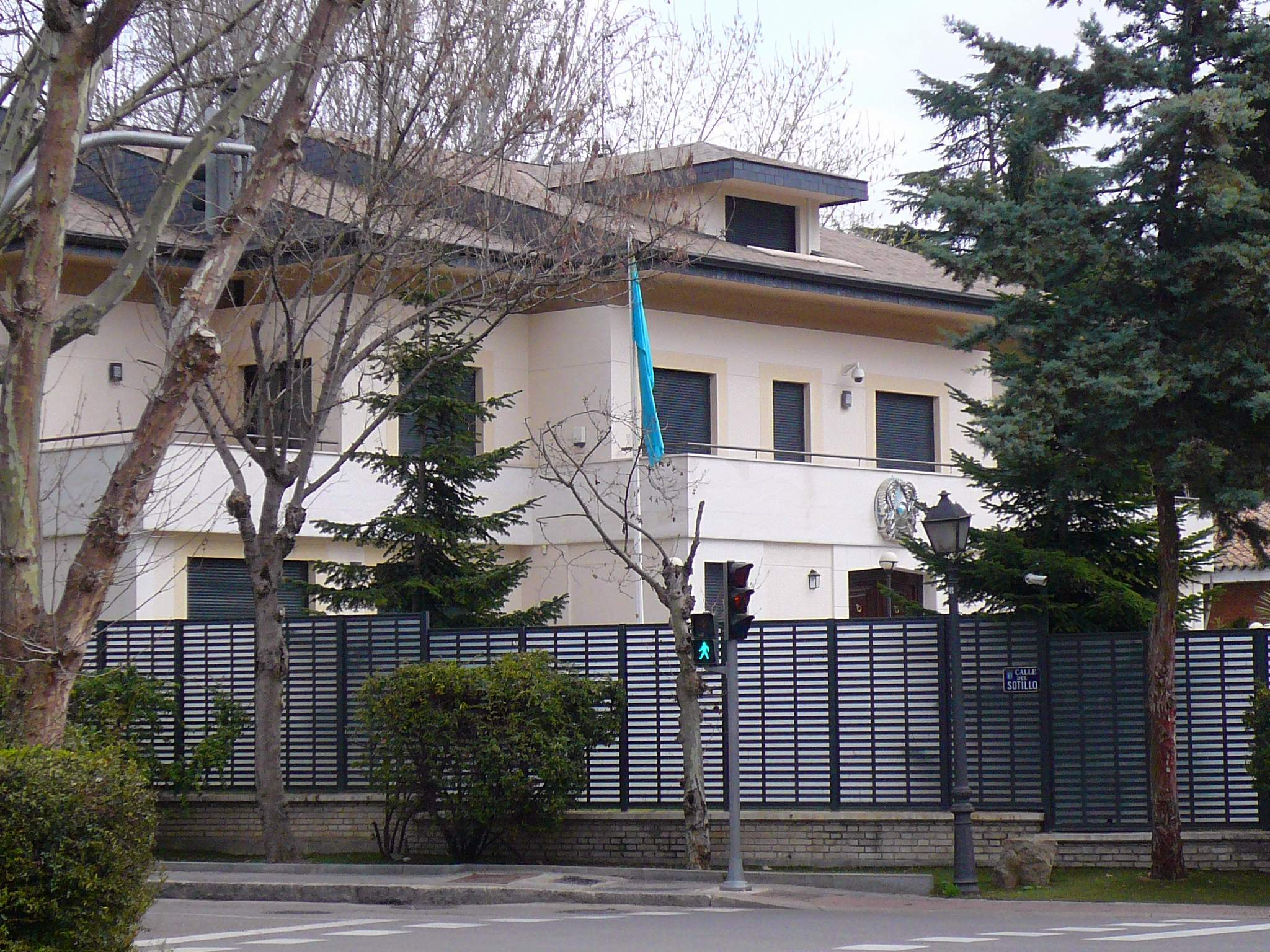
Embajada de Kazajistán en Madrid.

El 1 de julio de 2022, Kazajistán presentó en Madrid su hoja de ruta democrática.

## Cooperación
En los últimos años se ha venido demostrado un creciente interés por parte de las empresas españolas en el mercado kazajo, habiéndose constituido ya
algunas joint ventures con empresas kazajas (Talgo, Indra). Se abren buenas perspectivas en los sectores de las energías renovables y las grandes infraestructuras, así como en el sector de la alimentación, la petroquímica o las telecomunicaciones. La presencia de empresas españolas en el sector de la moda es ya muy relevante (Inditex, Mango, Cortefiel, Desigual, Pronovias).

## Misiones diplomáticas residentes
- España tiene una cancillería en Astaná y un consulado honorario en Almaty.[5]
- Kazajistán tiene una embajada en Madrid[6] y consulados-honorarios en Madrid, Las Palmas de Gran Canaria y Barcelona.[7]